# Star Trek: Legacy
『Star Trek: Legacy』（スター・トレック:レガシー）は、アメリカ合衆国のMad Doc Software（en）が開発、ベセスダ・ソフトワークスが発売した、Windowsパソコン及びXbox 360用シミュレーションゲームである。アメリカのSFテレビドラマ『スタートレック』を題材として、宇宙船同士の戦いを描く。

## 概要
40年間に渡り制作が続けられているSTAR TREKシリーズの2006年時点の全作品を通した世界観を舞台に、プレイヤーが宇宙船を操作、指揮して敵と戦うリアルタイム進行のゲームである。パソコン版は日本語化されていないが、Amazon.co.jpやI Feel Groovy.netなど海外輸入ゲームを扱う通販ショップを通じて日本国内でも流通しており、一方、Xbox 360版はベセスダ・ソフトワークス関連法人ゼニマックス・アジア株式会社最初の日本向けタイトルの1つとして2009年春に日本語版の発売を予定していたが、その後、発売中止となった。
歴代テレビシリーズを手がけたドロシー・フォンタナとデレク・チェスター（Derek Chester）が脚本に参加、同様に歴代主役を演じたウィリアム・シャトナー、パトリック・スチュワート、エイヴリー・ブルックス、ケイト・マルグルー、スコット・バクラが各主役艦（歴代エンタープライズ及びスターゲイザー、ディファイアント、ヴォイジャー）に於ける声の出演をしている。また、BGMには数々のゲーム音楽で名を知られるRod Abernethy（en）とJason Gravesによるフルオーケストラのオリジナル曲が採用された。
このゲームでは『スタートレック:エンタープライズ』の時代である『Enterprise Era』、『宇宙大作戦』及び『スタートレックVI 未知の世界』までの映画シリーズの時代である『The Original Series Era』、『新スタートレック』及び『ディープ・スペース・ナイン』『ヴォイジャー』の時代である『The Next Ganeration Era』の3つの時代が描かれ、惑星連邦、クリンゴン帝国、ロミュラン星間帝国、ボーグの4勢力に属する合計60種類以上の艦船が登場する。

## ゲームシステム
プレイヤーは最大4隻から成る艦隊を編成、内1隻を直接操縦、他を間接的に指揮して目標達成を目指す。操作は、パソコン版ではキーボードとマウスを併用し、前者で針路変更や各種機能呼び出し、後者で武装発射と速度操作を行う。速度は大まかに4段階指定できるが同じ速度指定でも実際の移動速度には差があり、移動・転回速度は艦艇の大きさに反比例する。指揮下の他の艦に対しては全艦または個別の艦を指定し、自艦の標的または最寄の敵を攻撃させたり、自由戦闘を許可できる。操縦する艦艇は、指揮下で破壊されていなければいつでも移動でき、操縦中の艦が破壊された場合も残存艦があれば自動的に移動する。
艦船は、主武装としてフェイザーやディスラプターなどエネルギー兵器（光線兵器）、副武装として光子魚雷など装弾兵器、という2種類の攻撃手段を持つ。エネルギー兵器はエネルギー残量がある限り連続照射が可能で、必ず命中する上に距離が近く照射時間が長いほど威力が増大する。装弾兵器は距離の影響を受けない一定の威力を持つが、誘導が外れる場合がある上に発射管数以上には連射ができず、消費された弾丸は回復しない。また、アポロ級やディファイアント搭載の光線が断続的に発射されるパルスフェイザー砲や、U.S.S.エンタープライズEの量子魚雷など、一部に特徴的な武装を搭載する艦艇もある。一方、Enterprise Eraにおける惑星連邦や全時代におけるボーグを除く艦船には防御シールドが搭載され、船体に対する被害を軽減できるが、エネルギー兵器の連続照射などで継続被弾するとシールドは減衰しやがて消滅する。エネルギー兵器や防御シールドのエネルギー充填及び装弾兵器の次発装填はそれぞれ時間経過によって完了する。なお、このゲームに於ける防御シールドは艦の全周囲を1つにまとめた形で表現され、シールドが方位別に表現される『スターフリートコマンド』（en）や『ブリッジコマンダー』（en）もしくは劇中の様に、損耗したシールド部位とは別の健全な部位を敵に向けて防御するなどの戦術は使えない。また、多くのロミュラン艦やディファイアントなど遮蔽装置搭載艦艇は一時的に敵から姿を隠して探知や攻撃を受けずに移動できるが遮蔽中は攻撃などが行えず、遮蔽前に武器による捕捉を受けた場合は遮蔽直後に被弾することもある。
艦船の損害は船体の黒ずみや破口、漏出する煙やプラズマの尾などが3DCGにより視覚的に表現され、船体・シールド・武装・センサー・エンジンの5部位に対して損害が個別に影響する。例えばエンジンナセルを2本持つ艦船がエンジンに50%以上の損害を受けると片方のナセルが脱落し失われて機動力が著しく低下するし、船体の損害が100%になると艦艇は破壊されてしまう。損害はいずれも時間経過につれて徐々に回復するが、各部位に応急修理を指示し優先的に回復させることもできる。但し、上述した片方のナセルを失った状態のエンジンは応急修理では50%以上には回復せず、破口など外装の損傷も修復できない。これらの損傷は、味方のドックに接続することにより完全に修復できる。なお、部位毎の損害は敵艦にも適用されるので、敵艦の特定部位を狙って破壊し、一部の機能を奪うこともできる。
艦船は他にも、テレビシリーズ同様にワープ能力やスキャンシステム、転送装置、トラクタービーム、長距離センサーなどを搭載しているが、ワープ移動できる範囲はステージマップ内に限られる上に連続で使用できず、スキャンや転送、トラクタービームなどはシナリオによって指定された局面でしか効果を発揮しないなど、制約がある。他方、長距離センサーは視界外に在る艦艇を一時的に探知することができ、規模の小さな艦艇ほど探知範囲が広い。
艦船は各機能に対してエネルギー配分を変えることもできる。配分は円形の計器に配置されたツマミを外周に記されたシールド・武装・エンジンのいずれかに寄せることで変えられ、シールドや武装にエネルギー配分を増やせばそれぞれ充填速度が速くなり、エンジンではワープ待機時間が短縮される。この際、例えばエンタープライズ NX-01など防御シールドが無い艦艇でシールドにエネルギー配分を増やすと、船体強度が上がる。

## ゲームモード
ゲームモードは、1人専用モードの「CAMPAIGN」と最大4人まで参加できる「SKIRMISH」、「MULTI PLAYER」がある。
「CAMPAIGN」では、地球人より遙かに寿命が長いバルカン人の設定を活かし、暗躍するバルカン人科学者T'Uerellが、ジョナサン・アーチャーをはじめ、ジェームズ・カーク、ジャン＝リュック・ピカードらシリーズ歴代の主役が指揮する惑星連邦艦隊と邂逅し、やがて対決する物語を描く（ベンジャミン・シスコやキャスリン・ジェインウェイは、一部ステージにのみ登場する）。プレイヤーが担当する勢力は惑星連邦に固定され、艦隊にはエンタープライズなど主役艦が必ず含まれる。物語はステージ制で進行し、与えられた目標を達成することによって次のステージへと進む。前ステージの成績によって得られる「コマンドポイント」を消費して主役艦の他に3隻までの艦船を自由に獲得できる。主役艦はステージが進むに連れドラマ同様にNX-01からNCC-1701、NCC-1701A…と世代交代するが、プレイヤーがポイントで獲得した艦船はそのまま持ち越される。全15ステージ。
「SKIRMISH」では、星系マップ、登場勢力及び同盟関係、艦隊規模、自艦隊編成などを自由に設定し、その場限りの戦闘を楽しめる。このモードでは惑星連邦以外の勢力を選ぶことができ、例えば「ボーグ・惑星連邦連合対クリンゴン・ロミュラン連合」といった原作では見られない対決もできる。艦隊編成は予め与えられるコマンドポイントの範囲内で自由に行え、設定時代として「ALL ERA」を選んで全時代の艦船を混在させることもできる。さらに、一度破壊された艦船を一定時間後に復活させる設定も可能である。対戦方法は敵・味方ともに最初からマップ内に配置された戦力のみで戦う「DEATH MATCH」と、次々と波状的に襲いかかってくる敵に対してプレイヤーが協同で戦う「COOP WAVE」とがあり、前者ではいずれかが全滅するか予め決めた時間制限によって、後者は時間制限のみによって決着する。なお、このモードでも歴代エンタープライズやディファイアント、ヴォイジャーにはCAMPAIGN同様に各主演俳優による音声がつくが、例外としてエンタープライズDの音声はドラマと異なる（他艦同様にランダム音声になる）。

## ゲーム中で設定された宇宙艦隊のオリジナル船級
- ヨークタウン級　　Yorktown class

ENT時代の船。NX級とコンスティテューション級の中間のようなデザイン。円盤状の第一船体と葉巻状の第二船体はドーサルネック無しに直接繋がれており、パイロンは第一船体後部から伸びている。ゲーム中の船種は「Battleship」。
- ミニットマン級　　Minuteman class

ENT時代の船。スリッパを前後互い違いにして張り合わせたようなデザイン。ブリッジ後部の船体が延長された先に、後のミランダ級のものに似たアーチ状のモジュールがぶら下がっており、その両端にNX級と同形状のワープナセルが接続されている。ゲーム中の船種は「Destroyer」。
- ポセイドン級　　Poseidon class

ENT時代の船。ミランダ級の祖先とも言えるデザイン。NX級の双胴体を廃し、延長された円盤部後方から左右に伸びたパイロンにワープナセルが接続されている。また船尾上面には、4連装の魚雷ポッドが設置されている。ゲーム中の船種は「Destroyer」。
- ディスカバリー級　　Discovery class

ENT時代の船。航空機の主翼を廃し、機体後部にパイロンとワープナセルを付けたようなデザイン。21世紀に設計されたごく初期のワープ船で主に移民船として用いられ、ENTのエピソードNo.006「殖民星テラ・ノヴァの謎（Terra Nova）」に登場したSSコネストーガはこのクラスである。コロニーの建設が容易になるように、船体を分解して建造物に組み換える事が出来る。ゲーム中の船種は「Scout」。
- ストライダー級　　Strider class

ENT時代の船。ノヴァ級の祖先とも言えるデザイン。ゲーム中の船種は「Scout」。
- プロキシマ級　　Proxima class

TOS時代の船。平行に並んだ2つの葉巻状の第二船体がそれぞれドーサルネックで円盤状の第一船体と接続されており、ワープナセルは4本ある。メイン・デフレクター盤を2つ持っているという珍しい艦隊船。ゲーム中の船種は「Battleship」。
- アクラ級　　Akula class

TOS時代の船。イチョウの葉のようなデザイン。ゲーム中の船種は「Destroyer」。